# Liste des orgues de Bretagne classés dans la base Palissy des monuments historiques

## Méthodologie
Cette liste prend en compte les orgues de Bretagne classés uniquement, au titre objet ou immeuble, que ce soit pour leur buffet ou leur partie instrumentale et répertoriés dans la base Palissy des Monuments historiques de France. La section Reprises recense les modifications les plus importantes. Dans certains cas le classement du buffet intègre également la tribune. À défaut de précision, le classement est réputé acquis au titre objet (cas le plus fréquent) mais les initiales I.D. signifient au titre Immeuble par Destination et I. au titre Immeuble.

## Liste

### Finistère
| Localisation                                      | Construction                                                                                         | Reprises                                                                          | Buffet                                                                                    | Instrument                | Illustration |
| ------------------------------------------------- | --- | --------------------------------------------------------------------------------- | ----------------------------------------------------------------------------------------- | ------------------------- | ------------ |
| Chateaulin, chapelle N.-D.                        | Augustin Herland 1843, provenant de St Idunet                                                        | Restauré Alain Faye 1992                                                          |                                                                                           | I.D. Notice no PM29001273 |              |
| Chateaulin, Saint-Idunet                          | Stoltz frères 1885                                                                                   | non restauré                                                                      | I.D. Notice no PM29002974                                                                 | I.D. Notice no PM29002974 |              |
| Crozon, Saint-Pierre                              | Robert Dallam 1680-90, reconstruit Jules Heyer 1857 puis dénaturé                                    | Reconstruction Alain Sals 1992                                                    | Notice no PM29000189 Restauré Jubin & Le-Goel 1988                                        |                           |              |
| Ergué-Gabéric, Saint-Guinal                       | Thomas & Toussaint Dallam 1680, réparé François Bardouil 1845                                        | Restauré Jean Renaud 1980 & Bernard Hurvy 1990                                    | Notice no PM29003004                                                                      | I.D. Notice no PM29000236 |              |
| Le Faou, Notre-Dame de Rumengol                   | Thomas Dallam 1699, réparé Marin Ingout 1723                                                         | O.reconstruit Jules Heyer 1876, réparé Paul-Marie Koenig 1936                     | Notice no PM29001256                                                                      | I.D. Notice no PM29002945 |              |
| Goulven                                           | Fin 17e, modifié Humbert Waltrin 1754                                                                | Restauration en cours 2012 Hervé Caill                                            | I.D. Notice no PM29002967                                                                 | I.D. Notice no PM29002967 |              |
| Guimiliau, Saint-Miliau                           | Thomas Dallam 1677                                                                                   | Restauration : Gérald Guillemin 1989                                              | I.D. Notice no PM29001211 tribune & buffet                                                | I.D. Notice no PM29000350 |              |
| Lampaul-Guimiliau, église Notre-Dame              | Peut-être G.Bras 1650, reconstruit Jean-Baptiste Claus 1887                                          | Restauré Jean Dunand 1992                                                         | Notice no PM29000396                                                                      | I.D. Notice no PM29001255 |              |
| Landivisiau, Saint-Thivisiau                      | Jean-Baptiste & Georges Claus 1885                                                                   | Restauré Hervé Caill & Saby 2010                                                  | I.D. Notice no PM29002963                                                                 | I.D. Notice no PM29002964 |              |
| Lannilis, Saints Pierre & Paul                    | Carl, Awald, Julius Heyer 1851, modifié Claus fin 19e, Wolf 1906                                     | Restauré P.M.Koenig 1933, Bouvet 1944, Menoret 1999                               |                                                                                           | I.D. Notice no PM29001274 |              |
| Lesneven, Saint-Michel                            | Humbert Waltrin 1764(à partir éléments orgue Robert Dallam à Notre-Dame)                             | Refait Heyer1843,modifié Claus1869, restauré Louis Benoist & Pierre Sarelot 1993  |                                                                                           | I.D. Notice no PM29000479 |              |
| Morlaix, Saint-Martin-des-Champs                  | Fr.Florentin Grimont(carme)1780, reconstruit Jules Heyer 1863, modifié Debierre 1903 & R.Bouvet 1942 | Restauré Jean-Pascal Villard & Claude Madigout 1990                               | Notice no PM29000587                                                                      | I.D. Notice no PM29000586 |              |
| Morlaix, Saint-Mathieu                            | Reconstruction Jules Heyer 1874 dans buffet o. de Toussaint Brunel 1660, modifié Raymond Bouvet 1938 | Restauré Hervé Caill & Pierre Saby 2010                                           | Notice no PM29001240 Restauré 1995 D.L.B.                                                 | I.D. Notice no PM29002953 |              |
| Morlaix, Saint-Mélaine                            | Thomas Dallam 1682, reconstruit J.Heyer 1870, restauré Joseph Beuchet 1971                           | Restauré Barthélémy Formentelli 1994                                              | Notice no PM29000598                                                                      |                           |              |
| Morlaix-Ploujean, Notre-Dame                      | Thomas Dallam 1680, transformé Paul-Marie Koenig 1937                                                | Restauré Barthélémy Formentelli 1994                                              | Notice no PM29001484 Michel Madé 1680                                                     | I.D. Notice no PM29000599 |              |
| Pleyben, église Saint-Germain                     | Thomas Dallam 1688; reconstruit Carl, Awald, Julius Heyer 1877                                       | Restauration Denis Londe 1997                                                     | Notice no PM29000635                                                                      | I.D. Notice no PM29000640 |              |
| Quimper, cathédrale Saint-Corentin                | Aristide Cavaillé-Coll 1848, buffet Robert Dallam1644, transformé Wolf frères 1901                   | Restau. Danion-Gonzalez 1971, quasi reconstruit Jacques Nonnet & Hervé Caill 2003 |                                                                                           | I.D. Notice no PM29001482 |              |
| Quimper, Notre-Dame-de-Locmaria                   | J.Heyer 1850 hôpital Gourmelen, modifié Wagner 1894, Raymond Bouvet 1938                             | Restauré & transféré Hervé Caill 2007                                             | I.D. Notice no PM29002971                                                                 | I.D. Notice no PM29002972 |              |
| Roscoff, Notre-Dame de Croaz Batz                 | Jean-Baptiste Claus 1888 dans buffet de l'orgue Thomas Harrison 1650, modifié Georges Gloton 1930    | Reconstruit Jean Renaud 1985                                                      | I.D. Notice no PM29000958 Yves Richard 1650, tribune remontant à l'orgue John Bourne 1606 |                           |              |
| Saint-Pol-de-Léon, cathédrale Saint-Paul-Aurélien | Robert & Thomas Dallam1660, reconstruit Daublaine Callinet 1846, complété Jules Heyer 1858           | Transformé Stoltz frères 1887, restauré Jean Renaud 1987, réparé Hervé Caill 2004 |                                                                                           | I.D. Notice no PM29001065 |              |
| Saint-Thégonnec, Notre-Dame                       | Débuté Jacques Mascard 1675, achevé Thomas Dallam 1683; restauré Morain du Coudray 1770              | Reconstruit Jules Heyer 1863, restaurations: Jean Renaud 1978, Hervé Caill 2009   | Notice no PM29003012                                                                      | I.D. Notice no PM29001090 |              |
| Sizun, Saint-Suliau                               | Thomas Dallam 1683-88, positif refait Marcellin Tribuot 1750                                         | Reconst. Jules Heyer 1868, reconstruit Jean Renaud 1971                           | Notice no PM29001144                                                                      |                           |              |

### Côtes-d'Armor-Ille-et-Vilaine-Morbihan
| Localisation                                   | Construction | Reprises                                                 | Buffet                                        | Instrument                                | Illustration |
| ---------------------------------------------- | --- | -------------------------------------------------------- | --------------------------------------------- | ----------------------------------------- | ------------ |
| Auray, Saint-Gildas                            | Carl, Awald, Julius (Jules) Heyer 1860 dans buffet Humbert Waltrin 1761                                                                  | Restau. Beuchet-Debierre 1979, N.Toussaint2009           | Notice no PM56000036                          | I.D. Notice no PM56000035                 |              |
| Bazouges-la-Pérouse, StsPierre&Paul            | o.de chœur Louis Debierre 1888, relevé Joseph Beuchet 1949                                                                               |                                                          |                                               | I.D. Notice no PM35000794                 |              |
| Carnac, Saint-Cornély                          | Florentin Grimont (carme)1775 à SteAnne d'Auray, remanié 1855 & transféré 1866 Jules Heyer, restauré Louis Benoist & Pierre Sarelot 1976 | Restauré Jean-Loup Boisseau & Bertrand Cattiaux 1987     | I.D. Notice no PM56000173                     | I.D. Notice no PM56000173                 | PHOTO        |
| Châteaugiron, Sainte-Madeleine orgue de chœur  | John-Albert & Eugène Abbey 1900 | Restauré Nicolas Toussaint 1990                          |                                               | I.D. Notice no PM35000135                 |              |
| Dinan, Saint-Malo                              | Alfred Oldknow 1889, remonté Jean-Pierre Swiderski 1979                                                                                  | Reconstruit Jean Renaud & J.P. Swiderski 1984            | Notice no PM22001510                          | I.D. Notice no PM22000143                 |              |
| Fougères, Saint-Léonard                        | Louis Debierre 1901 | Restauré 1989 Christian Guerrier                         |                                               | I.D. Notice no PM35000800                 |              |
| La Guerche-de-Bretagne, Notre-Dame             | orgue de chœur Louis Debierre 1889, relevé Victor Lavigne 1932                                                                           |                                                          | I.D. Notice no PM35001014                     | I.D. Notice no PM35001026                 |              |
| Guern, chapelle N.D. de Quelven                | J.Boyvaux-du-Mesnil 1650, reconstruit Henri-Augustin Brière 1709                                                                         | Restauré Jean-François Muno 2001                         | Notice no PM56000364                          | I.D. Notice no PM56001388                 |              |
| Guingamp, basilique N.D.de-Bon-Secours         | Hippolyte Loret 1865 agrandissant le buffet de l'o. Henri Vaignon 1646                                                                   | Reconstruit Jean Renaud 1976                             | I.D. Notice no PM22000257 Jean Fosset         |                                           |              |
| Hennebont, Notre-Dame-de-Paradis               | Fr.Nicolas de Sainte-Cécile 1642 Carmes à Hennebont, modifié Jules Heyer 19e                                                             | Transformé Gobin 1957, restauré 1997                     | Notice no PM56001459 J.Boyvaux-du-Mesnil 1652 | I.D. Notice no PM56000396                 |              |
| Josselin, basilique N.D.du Roncier             | Pierre Le Helloco 1677, transformé Paul-Marie Koenig 1949                                                                                | Rest. Bartolomeo Formentelli 1990, relevé 2011           |                                               | I.D. Notice no PM56000414                 |              |
| Lamballe, collégiale N.-D.                     | Paul Maillard & son compagnon Tuau 1634                                                                                                  |                                                          | Notice no PM22000339                          | I.D. Notice no PM22001511                 |              |
| Lamballe, Saint-Jean                           | Guillaume Le Texier 1777, reconstruit Le Logeais 1856                                                                                    | Restauré Jean Renaud 1989                                | Notice no PM22000346                          | Notice no PM22002068                      |              |
| Lanvellec, Saint-Brandan                       | Robert Dallam 1653 Plestin-les-Grèves transféré & réparé Pierre Huet 1864                                                                | Restauré Barthélémy Formentelli 1986                     | Notice no PM22000495                          | Notice no PM22000488                      |              |
| Loudéac, Saint-Nicolas                         | Ancien o.de chœur cathédrale de St Brieuc Aristide Cavaillé-Coll 1850, transféré 1854                                                    | Relevé Mack 1959, restauré Jean-Pascal Villard 1991      |                                               | I.D. Notice no PM22000582                 |              |
| Le Palais, Saint-Gérand                        | Aristide Cavaillé-Coll 1864 Théâtre Lyrique de Paris, transfert,façade neuve 1875                                                        | Restauré Bernard Hurvy 1992                              |                                               | I.D. Notice no PM56000724                 |              |
| Pontivy, Notre-Dame-de-la-Joie                 | Aristide & Dominique Cavaillé-Coll 1836, transformé: Debierre 1874, P.M.Koenig 1946                                                      | Modifié Gobin-Roethinger 1960, restauré Jean Renaud 1985 | Notice no PM56001423                          | I.D. Notice no PM56001837                 |              |
| Pontrieux, N.-D. des-Fontaines                 | Jean-Baptiste Claus 1878 | Restauré 1993 J.Pascal Villard                           |                                               | I.D. « PM22001766 », notice no PM22001766 |              |
| Prat, Saint-Pierre                             | Carl, Awald, Julius (Jules) Heyer 1866                                                                                                   | 1966 en partie restauré Bouvet                           |                                               | I.D. Notice no PM22001769                 |              |
| Quintin, basilique N.D.de Délivrance           | Jean-Baptiste Claus1867 Expo.Universelle installé Ursulines à Quintin 1880                                                               | Transféré 1909, restauré 1987                            |                                               | I.D. Notice no PM22001774                 |              |
| Rennes, basilique St Sauveur                   | Reconstruction Merklin-Schütze 1866, modifié Victor Gonzalez 1933                                                                        | Restauration état 1866 Lucien Simon 1992                 | I.D. Notice no PM35000467                     | I.D. Notice no PM35000470                 |              |
| Rennes, St Germain                             | Pierre-François & Louis-Paul Dallery 1825; reconstruit J.Merklin 1867                                                                    | Restauré: 1952 Gütschenritter Jean Renaud 96             | Notice no PM35000453                          | I.D. Notice no PM35000826                 |              |
| La Roche-Derrien, Sainte-Catherine             | Aristide Cavaillé-Coll1848 à partir éléments cath. St Brieuc, eux importés de Westminster1546                                            | Restauré état 1848 Pierre Vialle 2002                    | 1848                                          | I.D. Notice no PM22001512                 |              |
| Saint-Aubin-du-Cormier, St Aubin               | Aristide Cavaillé-Coll 1854 grand séminaire d'Albi, transféré 1985 Yves Sévère                                                           |                                                          |                                               | Notice no PM35001017                      |              |
| Saint-Brieuc, cathédrale Saint-Étienne         | Aristide Cavaillé-Coll 1848&1872 buffet Renaissance 1540; restauré & électrifié Pleyel - Cavaillé-Coll 1947                              | Restauré état 1872 Jean Renaud 1988                      | Notice no PM22001079                          | I.D. Notice no PM22001089                 |              |
| Saint-Brieuc, Saint-Michel                     | Aristide Cavaillé-Coll 1872&95, restauré Charles Mutin 1904                                                                              | Restauré Jean Renaud 1994                                |                                               | I.D. Notice no PM22001791                 |              |
| Saint-Jacques-de-la-Lande                      | René Fiquémont 1861, réparé Jean-Bap- -tiste Claus 1882, Georges Claus 1898                                                              | Révisé Yves Sévère 1978, restauré Nico.Toussaint 1990    |                                               | I.D. Notice no PM35000549                 |              |
| Saint-Malo, Ste Croix de St Servan             | Aristide Cavaillé-Coll 1885, esthétique plus néo-classique Wolf & Chéron 1962                                                            | Restau-retour 1885 Philippe Emeriau 1989                 |                                               | I.D. Notice no PM35000612                 |              |
| Saint-Malo, Ste Croix de St Servan, o.de chœur | Dominique & Aristide Cavaillé-Coll 1847; restauration Charles Mutin 1911                                                                 | Restauration Yves Sévère 1977                            |                                               | I.D. Notice no PM35000611                 |              |
| Sainte-Anne-d'Auray, basilique Ste Anne        | Aristide Cavaillé-Coll 1874, relevé Louis Debierre 1902, restauré & agrandi Joseph Beuchet 1947                                          | Restauré Nicolas Toussaint 2010                          | I.D. Notice no PM56001603 sculpté Le Goff     | I.D. Notice no PM56001604                 |              |
| Tréguier, cathédrale Saint-Tugdual             | Pierre Tuau(Thuau)1649 abbaye de Bégard, transféré & réparé Augustin Herland 1835, modifié Roethinger1937,Pierre Chéron1951              | Restauré Jean Dunand 1989                                | Notice no PM22001357                          |                                           |              |
| Vannes, cathédrale Saint-Pierre                | Louis Debierre 1895, restauré Georges Gloton 1920 & 1935                                                                                 | Restauré Thibaud & Madigout 1985                         |                                               | I.D. Notice no PM56001367                 |              |
| Vieux-Vy-sur-Couesnon, St Germain, o.chœur     | Jean-Baptiste Claus 1883 | Restauré Yves Sévère 1981                                |                                               | I.D. Notice no PM35000702                 |              |
| Vitré, Notre-Dame                              | Pierre-Alexandre Ducroquet 1851 | Restauré Yves Sévère 1994&98                             |                                               | I.D. Notice no PM35000720                 |              |

## Sources
- Base Palissy des Monuments historiques de France
- Les Orgues de Bretagne, Michel Cocheril, Éditions OUEST-FRANCE, 1981,  (ISBN 2-85882-237-9)